# Палтто, Кирсти
Палтто Кирсти (фин. Kirsti Paltto, северносаам. Kirste Paltto, род. 1947) — финская саамская писательница, педагог, театральный режиссёр; стала первой женщиной среди саамов, которая опубликовала свои литературные сочинения. Пишет на северносаамском и других саамских языках, а также на финском. Неоднократный лауреат различных литературных премий.
Родилась 11 февраля 1947 года в общине Утсйоки в северной части финской Лапландии. По её воспоминаниям, во время учёбы в школе она лишь иногда читала тексты на саамском языке, преподавания же саамского языка в школе практически не было. В 1971 году она окончила педагогическое училище и начала преподавать в начальных классах в Рованиеми, затем преподавала в средней школе и в школе с преподаванием на саамском языке. С 1986 года — профессиональный писатель.
Пишет как для взрослых, так и для детей. Среди её произведений — детективный роман, молодёжный роман, а также сборник рассказов о разных сторонах женской жизни. Её книги были переведены на многие языки, в том числе на финский, немецкий, норвежский, английский языки, а также на инари-саамский язык.
Живёт в Рованиеми и Утсйоки. Муж — Эйно Куокканен (род. 1945), редактор. Их дети: Рауна Куокканен (род. 1971), известный учёный-политолог и переводчик с северносаамского языка на английский, и Оула (род. 1976).